# もえっくす30
もえっくす30は、萌え株の中から選ばれた、主要なエンターテイメント関連銘柄30社の平均株価指数である。

## 概要
『ダイヤモンドZAi』（ダイヤモンド社刊）の2005年7月号巻頭連載「ザイスポ」では、「萌え株がキタ---(゜∀゜）---!!!」と題して「萌え株」が取り上げられた。この記事の中で、浜銀総合研究所調査部任研究員の河合良介が、オタク好みのするアニメやゲームなどの会社30社を取り上げ「萌え株」銘柄と定義付け、これらを一まとめにした指数を「もえっくす30 MOEX 30」と命名した。

## 銘柄一覧

### アニメ関連
証券コード、社名
- 2360 　ウィーヴ　2009年5月27日上場廃止
- 3585 　トムス・エンタテインメント　2010年11月26日セガサミーの完全子会社化により上場廃止
- 3711 　創通　（バンダイナムコホールディングスのTOBによる完全子会社化により、2020年2月27日上場廃止）
- 3725 　バンダイネットワークス　（バンダイナムコホールディングスのTOBによる完全子会社化により、2008年2月15日上場廃止）
- 3755 　ゴンゾ　（債務超過のため2009年7月30日上場廃止）
- 3791 　IGポート　（マッグガーデンとの経営統合により株式会社プロダクション・アイジーから商号変更、持株会社化）
- 4325　 バンダイビジュアル　（バンダイナムコホールディングスのTOBによる完全子会社化により、2008年2月15日上場廃止）
- 4816　 東映アニメーション
- 7552 　ハピネット
- 7844　 マーベラス
- 7967 　バンダイ　（ナムコと共同持株会社バンダイナムコホールディングスを設立し経営統合、2005年9月22日上場廃止）

### ネットゲーム関連
- 2333 　ジー・モード
- 2697 　コーエーネット　コーエー完全子会社化で上場廃止
- 3715 　ドワンゴ 2014年9月26日カドカワ子会社化に伴い上場廃止
- 3723 　日本ファルコム
- 3758 　アエリア
- 3760 　ケイブ
- 3765 　ガンホー・オンライン・エンターテイメント

### ゲーム関連
- 4311 　ディースリー　（バンダイナムコホールディングスのTOBによる完全子会社化により、2009年7月16日上場廃止）
- 4822 　ハドソン　（コナミの株式交換による完全子会社化により、2011年3月29日上場廃止）
- 7854 　バンプレスト　（バンダイナムコホールディングスのTOBによる完全子会社化により、2006年2月23日上場廃止）
- 7954 　EMCOMホールディングス　(旧株式会社ジャレコ　但しゲーム事業は2009年1月ゲームヤロウ株式会社へ売却し撤退、2013年5月9日上場廃止)
- 9650 　テクモ　コーエーと合併*3635 　コーエーテクモホールディングス
- 9654 　コーエー　テクモと合併*3635 　コーエーテクモホールディングス
- 9752 　ナムコ　（バンダイと共同持株会社バンダイナムコホールディングスを設立し経営統合、2005年9月22日上場廃止）
- 9766 　コナミ

### コミック関連
- 2652　 まんだらけ
- 2706 　ブロッコリー
- 3720　 マッグガーデン　（→IGポート、プロダクションIGとの経営統合により、2006年11月27日上場廃止）
- 4815　 ジャパン・デジタル・コンテンツ信託　2009年11月1日上場廃止
- 7843　 幻冬舎　（自社公開買い付けにより2011年3月16日上場廃止）
- 9477　 角川グループホールディングス

※　その他の萌え株については、「萌え株」を参照のこと。